# Gagasari
Gagasari is een bestuurslaag in het regentschap Cirebon van de provincie West-Java, Indonesië. Gagasari telt 3416 inwoners (volkstelling 2010).